# Brasilientyskar

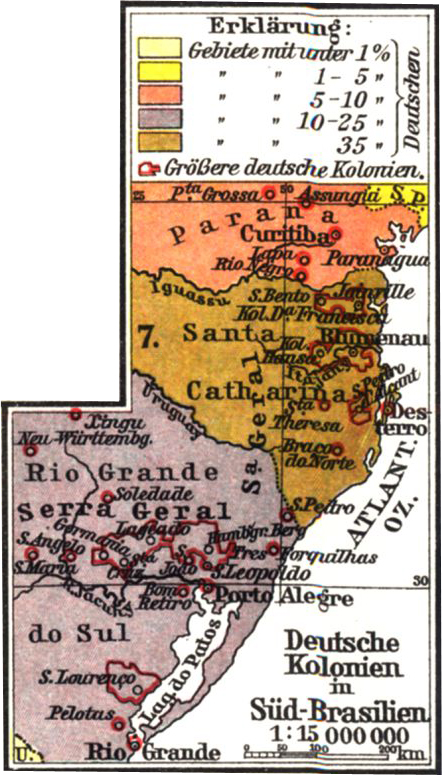
Karta över tyskar i södra Brasilien, 1911.
Färre än 1 % av befolkningen (Uruguay)
Mellan 1 och 5 % av befolkningen (São Paulo)
Mellan 5 och 10 % av befolkningen (Paraná)
Mellan 20 och 25 % av befolkningen (Rio Grande do Sul)
Cirka 35 % av befolkningen (Santa Catarina)

Till brasilientyskar (tyska: Deutschbrasilianer; portugisiska: teuto-brasileiros) räknas personer som är bosatta i Brasilien och som har sitt geografiska ursprung i det som i dag utgör Tyskland. Brasilientyskarna bebor framför allt landets södra delstater, med en mindre om än fortfarande betydande andel i det övriga Brasilien. Under åren 1824–1972 bosatte sig omkring 260 000 tyskar i Brasilien, vilket gör immigrantgruppen till den femte största efter portugiser, italienare, spanjorer och japaner. Vid folkräkningen år 2000 uppgav 12 miljoner brasilianare att de härstammar från Tyskland.
Det tyska språket räknas i dag som det näst mest talade språket i Brasilien efter portugisiskan.